# Cañas (tổng)
Cañas là một tổng trong tỉnh Guanacaste, Costa Rica. Tổng này có diện tích 682,2 km², dân số năm 2008 là 27970 người..